# Redundància (teoria del senyal)
La redundància en el camp de la teoria del senyal és una magnitud que dona idea del grau de coherència, ordenació o aleatorietat de qualsevol seqüència d'informació. La seva reducció permet estalviar infraestructura i cost de transmissió de continguts audiovisuals.

## Rerefons teòric

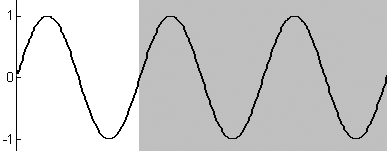
Senyal determinista. La informació que succeeix el primer cicle és redundant.

Pel fet que qualsevol senyal digital és una funció que varia al ritme d'alguna variable (el temps o la posició, per exemple) i que pot contenir patrons que es repeteixin consecutivament, hom és capaç de representar aquest senyal usant menys informació que en l'inicial, definint l'evolució d'aquests patrons en lloc de l'evolució global del senyal amb independència de la seva repetitivitat, eliminant-ne la redundància.
Un senyal redundant, per tant, podria ser descriptible emprant menys dades, en una versió mediatitzada (en el nostre cas, comprimida) d'aquest mateix senyal. L'eliminació d'aquesta redundància depèn sempre d'un criteri que hom fixa: és necessari definir exactament fins a quin punt és permissible obviar informació. No és lícit reduir la redundància de la informació si, per exemple, un missatge parlat després de ser processat amb aquest mètode esdevé inintel·ligible. Com s'ha dit, la informació obviada es perd durant aquest procés. Per tant, eliminar redundància implica eliminar irremissiblement dades del senyal original.
En certa manera, la redundància és la magnitud inversa respecte de l'entropia, ja que com menys ordre existeixi en una seqüència, menys redundant és, i, per tant, té més entropia (o mesura del desordre).
Segons la variable sobre la qual el procés redundant es manifesti, hi ha dos tipus: la redundància espacial i la redundància temporal.
Redundància espacialFa referència a l'evolució del senyal en la dimensió espacial (és a dir, de dues dimensions). La magnitud en qüestió s'avalua sobre un pla, a través del canvi en la posició i amb independència de qualsevol altra variable.
Redundància temporalEl que determina la redundància és l'evolució en el temps del senyal. És a dir, s'avalua la semblança del conjunt d'imatges que se succeeixen temporalment o seqüència.

## Aplicació: reducció de la redundància
En el cas de la imatge fixa, el procés de reducció de la redundància es realitza dins la imatge (com s'ha dit abans, el procés no depèn de cap altra variable).

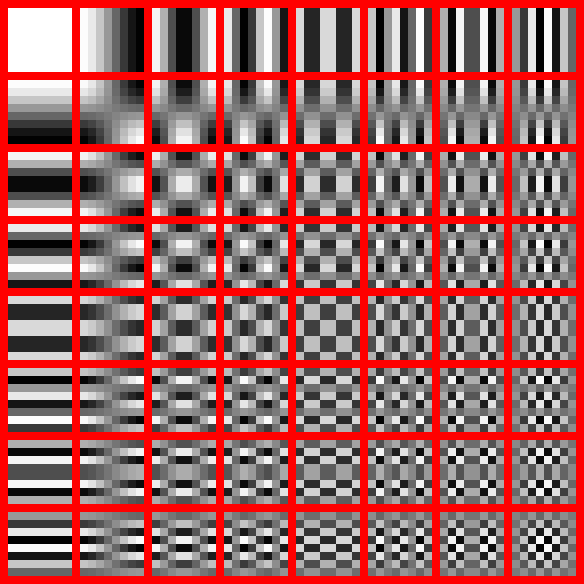
Base de l'espai. La DCT obté cada bloc de la imatge de sortida amb una combinació lineal, és a dir, ponderant els 64 quadres amb els 64 coeficients DCT del bloc i sumant-los.

1. Segmentació en blocs homogenis: Amb plena independència del contingut de la imatge, aquesta se segmenta en blocs (que solen fer 8x8 píxels). La mida del bloc pretén que el contingut hi sigui més o menys homogeni.

1. Transformació de bloc: Cada bloc és transformat a través de la DCT (Transformada discreta de cosinus). Aquesta operació produeix una sèrie de coeficients numèrics, generalment 64.
2. Ponderació: Segons una base de l'espai transformat establerta (vegeu imatge de la dreta), es realitza la suma dels 64 blocs de la base d'aquest espai multiplicats (píxel a píxel) pels 64 coeficients obtinguts en la transformació. Notar que cada bloc de la base té també 8*8=64 píxels. Aquesta síntesi obté la versió menys redundant del bloc original. Finalment, s'encavalquen els blocs. La transformació i ponderació té certs inconvenients, entre ells l'efecte de bloc, que és apreciable en qualsevol imatge comprimida a través d'aquest sistema, com ara el JPEG, que és un codificador amb pèrdues que usa exactament aquest sistema.

Codificador i descodificador comparteixen la base de l'espai transformat, i la informació que es transmet són els coeficients de cada bloc, de manera que el cost de transmissió de les imatges comprimides en JPEG és molt menor que no pas la imatge crua, és a dir, sense comprimir. El pes de la imatge JPEG comprimida depèn, en última instància, de la quantificació que s'hagi aplicat als coeficients.

### Vídeo

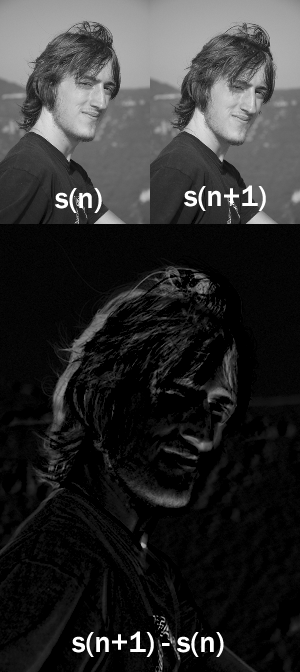
Imatge diferència. El senyal de sota és la diferència píxel a píxel de dos quadres successius en una seqüència de vídeo.

La reducció de la redundància exclusivament en seqüències de vídeo obvia la redundància intrínseca de cadascun dels quadres (que ve a ser l'espacial) i té en compte la diferència entre quadres consecutius de la seqüència (com ja s'ha dit, és dependent de la variable temps) per tal de codificar les diferències que s'hagin produït.
A les imatges de la dreta, les regions que han experimentat canvis d'un quadre a l'altre esdevenen clares a la imatge resta. És possible mesurar aquesta magnitud diferència, i, per tant, existeix la possibilitat de predir les imatges futures en la seqüència en qüestió (vegeu predicció (teoria del senyal)).